# Società Sportiva Lazio Women 2015 2021-2022
Questa voce raccoglie le informazioni riguardanti la squadra femminile della Società Sportiva Lazio Women 2015 nelle competizioni ufficiali della stagione 2021-2022.

## Stagione
All'avvio della stagione 2021-2022 la società ha deciso di confermare lo staff tecnico della promozione in Serie A, affidando nuovamente a Carolina Morace e alla sua vice Nicola Williams la gestione della squadra. Tuttavia, l'impatto con la massima serie del campionato italiano si è rivelato duro, con la squadra che dopo due sconfitte di misura alle prime due giornate ne ha subite due pesanti in sequenza, con Milan (8-1) e Fiorentina (6-1). La sconfitta esterna per 3-0 con il Sassuolo alla quinta giornata di campionato ha minato definitivamente la fiducia della società, che ha deciso di esonerare dal 3 ottobre 2021. Il giorno successivo Massimiliano Catini è stato nominato nuovo allenatore della squadra.
Dopo aver collezionato 9 sconfitte consecutive nelle prime 9 giornate di campionato, la Lazio ha ottenuto i suoi primi punti in Serie A alla decima giornata con la vittoria casalinga contro il Verona grazie alla rete su rigore di Adriana Martín. Dopo altre quattro sconfitte consecutive la squadra ha inanellato cinque risultati utili consecutivi – due vittorie e tre pareggi – recuperando anche punti alle dirette concorrenti per la salvezza. La sconfitta casalinga per 1-5 contro la capolista Juventus alla 20ª giornata ha poi sancito l'aritmetica retrocessione delle laziali in Serie B. Il campionato è stato concluso all'undicesimo e penultimo posto con 13 punti conquistati, frutto di 3 vittorie, 4 pareggi e 15 sconfitte. In Coppa Italia la squadra è stata eliminata già ai gironi preliminari, avendo concluso il triangolare 6 al secondo posto, alle spalle della Fiorentina e davanti al Brescia.

## Divise e sponsor
La tenuta di gioco è la stessa utilizzata dalla Lazio maschile, con la combinazione di maglia azzurra, pantaloncini e calzettoni bianchi della classica veste grafica della società. Lo sponsor tecnico e fornitore della tenuta è Macron, mentre per la stagione in corso non è previsto uno sponsor ufficiale.
| Casa | Trasferta | Terza divisa |

## Rosa
Rosa aggiornata al 3 gennaio 2021.
| N. |                      | Ruolo | Calciatrice          |
| -- | -------------------- | ----- | -------------------- |
| 1  | Svezia (bandiera)    | P     | Stéphanie Öhrström   |
| 3  | Italia (bandiera)    | C     | Arianna Pezzotti     |
| 4  | Danimarca (bandiera) | D     | Maria Møller Thomsen |
| 5  | Ungheria (bandiera)  | D     | Beatrix Fördős       |
| 6  | Italia (bandiera)    | D     | Federica Savini      |
| 7  | Svizzera (bandiera)  | A     | Julia Glaser         |
| 7  | Francia (bandiera)   | C     | Chloé Le Franc       |
| 8  | Malta (bandiera)     | C     | Rachel Cuschieri     |
| 9  | Danimarca (bandiera) | C     | Signe Andersen       |
| 10 | Spagna (bandiera)    | A     | Adriana Martín       |
| 11 | Finlandia (bandiera) | C     | Nora Heroum          |
| 13 | Italia (bandiera)    | D     | Martina Santoro      |
| 14 | Italia (bandiera)    | A     | Sarah Mattei         |
| 15 | Italia (bandiera)    | C     | Martina Berarducci   |
| 16 | Italia (bandiera)    | C     | Antonietta Castiello |
| 17 | Nigeria (bandiera)   | A     | Ogonna Chukwudi      |

| N. |                      | Ruolo | Calciatrice            |
| -- | -------------------- | ----- | ---------------------- |
| 18 | Australia (bandiera) | D     | Isabella Foletta       |
| 18 | Italia (bandiera)    | C     | Chiara Vigliucci       |
| 19 | Italia (bandiera)    | D     | Ludovica Falloni       |
| 20 | Italia (bandiera)    | C     | Virginia Di Giammarino |
| 21 | Australia (bandiera) | C     | Ella Mastrantonio      |
| 21 | Norvegia (bandiera)  | A     | Johanne Fridlund       |
| 22 | Italia (bandiera)    | P     | Emma Guidi             |
| 23 | Italia (bandiera)    | D     | Chiara Groff           |
| 24 | Italia (bandiera)    | A     | Francesca Pittaccio    |
| 25 | Italia (bandiera)    | A     | Giorgia Zuzzi          |
| 27 | Italia (bandiera)    | D     | Margot Gambarotta      |
| 30 | Italia (bandiera)    | C     | Giulia Ferrandi        |
| 39 | Italia (bandiera)    | P     | Serena Natalucci       |
| 71 | Italia (bandiera)    | A     | Camilla Labate         |
| 99 | Italia (bandiera)    | A     | Noemi Visentin         |

## Calciomercato

### Sessione estiva(dal 1/07 al 2/09)
| Acquisti | Acquisti             | Acquisti         | Acquisti   |
| R.       | Nome                 | da               | Modalità   |
| -------- | -------------------- | ---------------- | ---------- |
| P        | Stéphanie Öhrström   | Fiorentina       | definitivo |
| D        | Isabella Foletta     | Canberra United  | definitivo |
| D        | Maria Møller Thomsen | Fortuna Hjørring | definitivo |
| D        | Beatrix Fördős       | Haladás-Viktória | definitivo |
| C        | Signe Andersen       | Växjö DFF        | definitivo |
| C        | Nora Heroum          | Brighton & Hove  | definitivo |
| C        | Ella Mastrantonio    | Bristol City     | definitivo |
| A        | Julia Glaser         | Roma CF          | definitivo |

| Cessioni | Cessioni        | Cessioni       | Cessioni   |
| R.       | Nome            | a              | Modalità   |
| -------- | --------------- | -------------- | ---------- |
| D        | Giulia Colini   | Aprilia Racing | definitivo |
| D        | Emma Lipman     | Como           | definitivo |
| C        | Sara Berarducci |                | svincolata |
| C        | Elena Proietti  |                | svincolata |
| A        | Corina Luijks   | Soyaux         | definitivo |
| A        | Claudia Palombi |                | svincolata |

### Operazioni esterne alle sessioni
| Acquisti | Acquisti        | Acquisti   | Acquisti   |
| R.       | Nome            | da         | Modalità   |
| -------- | --------------- | ---------- | ---------- |
| A        | Ogonna Chukwudi | Madrid CFF | definitivo |

| Cessioni | Cessioni             | Cessioni      | Cessioni   | Cessioni |
| R.       | Nome                 | a             | Modalità   |          |
| -------- | -------------------- | ------------- | ---------- | -------- |
| D        | Isabella Foletta     | Brisbane Roar | definitivo |          |
| D        | Maria Møller Thomsen |               | svincolata |          |
| C        | Signe Andersen       |               | svincolata |          |
| A        | Julia Glaser         |               | svincolata |          |

### Sessione invernale
| Acquisti | Acquisti         | Acquisti            | Acquisti    |
| R.       | Nome             | da                  | Modalità    |
| -------- | ---------------- | ------------------- | ----------- |
| D        | Chiara Groff     | San Marino          | definitivo  |
| C        | Giulia Ferrandi  | Pomigliano          | definitivo  |
| C        | Chloé Le Franc   | High Point Panthers | definitivo  |
| C        | Chiara Vigliucci | Roma                | in prestito |
| A        | Johanne Fridlund | Kolbotn             | definitivo  |

| Cessioni | Cessioni          | Cessioni   | Cessioni   |
| R.       | Nome              | a          | Modalità   |
| -------- | ----------------- | ---------- | ---------- |
| C        | Ella Mastrantonio | Pomigliano | definitivo |
| A        | Adriana Martín    | Espanyol   | definitivo |

## Risultati

### Serie A

#### Girone di andata
| Arbitro: | Luongo (Napoli) |

|               |           |                         |
| Castiello 75’ | Marcatori | 11’ Martínez 48’ Rincón |

| Arbitro: | Marotta (Sapri) |

|               |           |  |
| Marinelli 37’ | Marcatori |  |

| Arbitro: | Zucchetti (Foligno) |

|            |           |                                                                    |
| Martín 78’ | Marcatori | 5’, 54’ Thomas 11’, 30’, 32’, 57’ Giacinti 67’ Boquete 86’ Cortesi |

| Arbitro: | Arena (Torre del Greco) |

|              |           |                                                        |
| Andersen 74’ | Marcatori | 10’, 39’, 45+4’ Lundin 21’, 89’ Sabatino 68’ Monnecchi |

| Arbitro: | Scarpa (Collegno) |

|                                      |           |  |
| Tomaselli 31’ Dongus 85’ Cantore 90’ | Marcatori |  |

| Arbitro: | Feliciani (Teramo) |

|              |           |                                         |
| Andersen 10’ | Marcatori | 49’ Salvatori Rinaldi 82’ (aut.) Fördős |

| Arbitro: | Pirrotta (Barcellona Pozzo di Gotto) |

|                                |           |  |
| Oliviero 35’ Prugna 87’ (rig.) | Marcatori |  |

| Arbitro: | Rutella (Enna) |

|                                             |           |                                                    |
| Martín 15’ (rig.), 68’ (rig.) Cuschieri 18’ | Marcatori | 11’ Eržen 58’, 72’ (rig.) Goldoni 90+3’ Porcarelli |

| Arbitro: | Perenzoni (Rovereto) |

|                                                      |           |  |
| Bonfantini 5’, 84’ Hurtig 29’ Boattin 68’ Nildén 87’ | Marcatori |  |

| Arbitro: | Villa (Rimini) |

|                   |           |  |
| Martín 63’ (rig.) | Marcatori |  |

| Arbitro: | Calzavara (Varese) |

|                                     |           |                                |
| Pirone 25’ Bernauer 28’ Glionna 73’ | Marcatori | 35’ Visentin 59’ (rig.) Martín |

#### Girone di ritorno
| Arbitro: | Longo (Cuneo) |

|                        |           |              |
| Spinelli 4’ Seghir 54’ | Marcatori | 88’ Le Franc |

| Arbitro: | Di Cicco (Lanciano) |

|                     |           |                                       |
| Ferrandi 13’ (rig.) | Marcatori | 25’ (rig.), 90+4’ Bonetti 87’ Csiszár |

| Arbitro: | Gigliotti (Cosenza) |

|                                                    |           |             |
| Piemonte 39’ Stapelfeldt 88’ Thrige Andersen 90+4’ | Marcatori | 7’ Visentin |

| Arbitro: | Delrio (Reggio Emilia) |

|                          |           |                   |
| Boquete 37’ Sabatino 61’ | Marcatori | 39’, 89’ Visentin |

| Arbitro: | Luongo (Napoli) |

|                                               |           |              |
| Fridlund 1’ Ferrandi 24’ (rig.) Cuschieri 90’ | Marcatori | 3’ Cambiaghi |

| Arbitro: | Baratta (Rossano) |

|             |           |              |
| Banusic 42’ | Marcatori | 84’ Visentin |

| Formello 26 marzo 2022, ore 14:30 CET 18ª giornata | Lazio             | 0 – 0 referto | Empoli | Stadio Mirko Fersini\| Arbitro: \| Madonia (Palermo) \| |
| Arbitro:                                           | Madonia (Palermo) |               |        |                                                         |

| Arbitro: | Centi (Terni) |

|  |           |                     |
|  | Marcatori | 30’ (rig.) Ferrandi |

| Arbitro: | Carrione (Castellammare di Stabia) |

|              |           |                                                      |
| Visentin 28’ | Marcatori | 11’, 64’ Junge Pedersen 52’, 59’ Caruso 87’ Stašková |

| Arbitro: | Virgilio (Trapani) |

|                                                      |           |                                            |
| Fördős 43’ (aut.) Mjagkova 47’ Rognoni 59’ Ledri 70’ | Marcatori | 7’ Visentin 10’ Ferrandi 36’, 90+3’ Fördős |

| Arbitro: | Pezzopane (L'Aquila) |

|  |           |                                  |
|  | Marcatori | 1’ Mijatović 28’ Pirone 65’ Haug |

### Coppa Italia

#### Gironi eliminatori
| Arbitro: | Lipizer (Verona) |

|              |           |                     |
| L. Merli 36’ | Marcatori | 90+3’ (rig.) Martín |

| Arbitro: | Castellone (Napoli) |

|  |           |                     |
|  | Marcatori | 80’ (rig.) Sabatino |

## Statistiche

### Statistiche di squadra
| Competizione | Punti | In casa | In casa | In casa | In casa | In casa | In casa | In trasferta | In trasferta | In trasferta | In trasferta | In trasferta | In trasferta | Totale | Totale | Totale | Totale | Totale | Totale | DR  |
| Competizione | Punti | G       | V       | N       | P       | Gf      | Gs      | G            | V            | N            | P            | Gf           | Gs           | G      | V      | N      | P      | Gf     | Gs     | DR  |
| ------------ | ----- | ------- | ------- | ------- | ------- | ------- | ------- | ------------ | ------------ | ------------ | ------------ | ------------ | ------------ | ------ | ------ | ------ | ------ | ------ | ------ | --- |
| Serie A      | 13    | 11      | 2       | 1       | 8       | 13      | 34      | 11           | 1            | 3            | 7            | 12           | 26           | 22     | 3      | 4      | 15     | 25     | 60     | -35 |
| Coppa Italia | -     | 1       | 0       | 0       | 1       | 0       | 1       | 1            | 0            | 1            | 0            | 1            | 1            | 2      | 0      | 1      | 1      | 1      | 2      | -1  |
| Totale       | -     | 12      | 2       | 1       | 9       | 13      | 35      | 12           | 1            | 4            | 7            | 13           | 27           | 24     | 3      | 5      | 16     | 26     | 62     | -36 |

### Andamento in campionato
| Giornata  | 1 | 2 | 3  | 4  | 5  | 6  | 7  | 8  | 9  | 10 | 11 | 12 | 13 | 14 | 15 | 16 | 17 | 18 | 19 | 20 | 21 | 22 |
| --------- | - | - | -- | -- | -- | -- | -- | -- | -- | -- | -- | -- | -- | -- | -- | -- | -- | -- | -- | -- | -- | -- |
| Luogo     | C | T | C  | C  | T  | C  | T  | C  | T  | C  | T  | T  | C  | T  | T  | C  | T  | C  | T  | C  | T  | C  |
| Risultato | P | P | P  | P  | P  | P  | P  | P  | P  | V  | P  | P  | P  | P  | N  | V  | N  | N  | V  | P  | N  | P  |
| Posizione | 7 | 9 | 10 | 12 | 12 | 12 | 12 | 12 | 12 | 11 | 11 | 11 | 11 | 11 | 11 | 11 | 11 | 11 | 11 | 11 | 11 | 11 |

Legenda:

Luogo: C = Casa; T = Trasferta. Risultato: V = Vittoria; N = Pareggio; P = Sconfitta.

### Statistiche delle giocatrici
| Giocatore         | Serie A  | Serie A | Serie A     | Serie A    | Coppa Italia | Coppa Italia | Coppa Italia | Coppa Italia | Totale   | Totale | Totale      | Totale     |
| Giocatore         | Presenze | Reti    | Ammonizioni | Espulsioni | Presenze     | Reti         | Ammonizioni  | Espulsioni   | Presenze | Reti   | Ammonizioni | Espulsioni |
| ----------------- | -------- | ------- | ----------- | ---------- | ------------ | ------------ | ------------ | ------------ | -------- | ------ | ----------- | ---------- |
| S. Andersen       | 6        | 2       | 0           | 0          | -            | -            | -            | -            | 6        | 2      | 0           | 0          |
| M. Berarducci     | 2        | 0       | 0           | 0          | 0            | 0            | 0            | 0            | 2        | 0      | 0           | 0          |
| A. Castiello      | 20       | 1       | 5           | 0          | 2            | 0            | 1            | 0            | 22       | 1      | 6           | 0          |
| O. Chukwudi       | 6        | 0       | 1           | 0          | 1            | 0            | 0            | 0            | 7        | 0      | 1           | 0          |
| R. Cuschieri      | 21       | 2       | 2           | 0          | 2            | 0            | 0            | 0            | 23       | 2      | 2           | 0          |
| V. Di Giammarino  | 20       | 0       | 4           | 0          | 2            | 0            | 0            | 0            | 22       | 0      | 4           | 0          |
| L. Falloni        | 15       | 0       | 2           | 0          | 1            | 0            | 0            | 0            | 16       | 0      | 2           | 0          |
| G. Ferrandi       | 11       | 4       | 2           | 0          | -            | -            | -            | -            | 11       | 4      | 2           | 0          |
| I. Foletta        | 0        | 0       | 0           | 0          | 0            | 0            | 0            | 0            | 0        | 0      | 0           | 0          |
| B. Fördös         | 20       | 2       | 1           | 0          | 2            | 0            | 0            | 0            | 22       | 2      | 1           | 0          |
| J. Fridlund       | 10       | 1       | 0           | 0          | -            | -            | -            | -            | 10       | 1      | 0           | 0          |
| M. Gambarotta     | 6        | 0       | 1           | 0          | 1            | 0            | 0            | 0            | 7        | 0      | 1           | 0          |
| J. Glaser         | 0        | 0       | 0           | 0          | -            | -            | -            | -            | 0        | 0      | 0           | 0          |
| C. Groff          | 5        | 0       | 0           | 0          | -            | -            | -            | -            | 5        | 0      | 0           | 0          |
| E. Guidi          | 2        | 0       | 0           | 0          | 0            | 0            | 0            | 0            | 2        | 0      | 0           | 0          |
| N. Heroum         | 22       | 0       | 1           | 0          | 2            | 0            | 0            | 0            | 24       | 0      | 1           | 0          |
| C. Labate         | 15       | 0       | 2           | 0          | 2            | 0            | 0            | 0            | 17       | 0      | 2           | 0          |
| C. Le Franc       | 4        | 1       | 0           | 0          | -            | -            | -            | -            | 4        | 1      | 0           | 0          |
| A. Martín         | 11       | 5       | 2           | 0          | 1            | 1            | 0            | 0            | 12       | 6      | 2           | 0          |
| E. Mastrantonio   | 8        | 0       | 0           | 0          | 1            | 0            | 1            | 0            | 9        | 0      | 1           | 0          |
| S. Mattei         | 7        | 0       | 0           | 0          | 1            | 0            | 0            | 0            | 8        | 0      | 0           | 0          |
| M. Møller Thomsen | 5        | 0       | 1           | 0          | -            | -            | -            | -            | 5        | 0      | 1           | 0          |
| S. Natalucci      | 3        | -11     | 0           | 0          | 1            | -1           | 0            | 0            | 4        | -12    | 0           | 0          |
| S. Öhrström       | 19       | -49     | 1           | 0          | 1            | -1           | 0            | 0            | 20       | -50    | 1           | 0          |
| A. Pezzotti       | 15       | 0       | 1           | 0          | 1            | 0            | 0            | 0            | 16       | 0      | 1           | 0          |
| F. Pittaccio      | 21       | 0       | 2           | 0          | 2            | 0            | 0            | 0            | 23       | 0      | 2           | 0          |
| M. Santoro        | 2        | 0       | 0           | 0          | 0            | 0            | 0            | 0            | 2        | 0      | 0           | 0          |
| F. Savini         | 8        | 0       | 0           | 0          | 2            | 0            | 0            | 0            | 10       | 0      | 0           | 0          |
| C. Vigliucci      | 11       | 0       | 1           | 0          | -            | -            | -            | -            | 11       | 0      | 1           | 0          |
| N. Visentin       | 20       | 7       | 2           | 0          | 2            | 0            | 0            | 0            | 22       | 7      | 2           | 0          |
| G. Zuzzi          | 1        | 0       | 0           | 0          | 1            | 0            | 0            | 0            | 2        | 0      | 0           | 0          |